# 1217
Il 1217 (MCCXVII in numeri romani) è un anno  del XIII secolo.

## Eventi
- 9 aprile – Pietro II di Courtenay è incoronato imperatore dell'Impero Latino di Costantinopoli a Roma, da Papa Onorio III.
- 20 maggio – Prima guerra baronale: i monarchici prevalgono a Lincoln.
- 1º giugno - re Andrea II d'Ungheria e il duca Leopoldo VI di Babenberg partono verso l'Egitto per la Quinta Crociata.
- 24 agosto – Prima guerra baronale: nella Battaglia di Sandwich tra inglesi e francesi nel Canale della Manica, il mercenario Eustachio il Monaco, schierato tra le file francesi, viene fatto prigioniero e decapitato.
- 11 settembre – Con il Trattato di Lambeth termina la Prima guerra baronale.
- 21 settembre – Battaglia del giorno di San Matteo: I tedeschi sconfiggono gli Estoni.
- Stefano Prvovenčani fonda il Regno di Serbia, ottenendo la corona dal Papa.
- Gengis Khan massacra i Kara Khitay.
- L'Inghilterra stabilisce che il clero irlandese deve essere composto solamente da religiosi inglesi.
- Mukhali torna da Gengis Khan in Mongolia e riceve il titolo di principe ereditario, un sigillo d'oro e uno stendardo bianco con nove strisce e una mezzaluna nera nel mezzo. Viene nominato comandante in capo delle operazioni nella Cina settentrionale.

## Nati
- Baldovino II di Costantinopoli, imperatore latino († 1273)
- Aldobrandino Cavalcanti, vescovo cattolico italiano († 1279)
- Giovanni I di Bretagna, francese († 1286)
- Barral di Baux, nobiluomo francese († 1270)

## Morti
- 27 gennaio - Manfredo Settala, presbitero italiano
- 9 febbraio - Rinaldo di Nocera Umbra, vescovo cattolico e santo italiano
- 23 aprile - Inge II di Norvegia, re (n. 1185)
- 25 aprile - Ermanno I di Turingia, nobile tedesco (n. 1155)
- 6 giugno - Enrico I di Castiglia, re (n. 1204)
- 14 luglio - Croznato, religioso ceco
- 22 luglio - Hadmar II di Kuenring, nobile austriaco
- 24 agosto - Eustachio il Monaco, pirata e mercenario francese
- 8 settembre - Roberto I d'Alençon, nobile francese
- 21 settembre - Caupo di Turaida, re
- 21 settembre - Lembitu, sovrano estone
- 14 ottobre - Isabella di Gloucester, nobile britannica
- 2 novembre - Philippe de Dreux, vescovo francese (n. 1158)
- 29 dicembre - Gyōi, monaco buddista e poeta giapponese (n. 1177)
- Abd al-Haqq I
- Guillem Ademar, trovatore francese
- Niceta Coniata, politico, scrittore e storico bizantino
- Giovanni da Ferentino, cardinale italiano
- Ibn Jubayr, viaggiatore e poeta arabo (n. 1145)
- Alexander Neckam, scienziato, letterato e abate inglese (n. 1157)
- Guglielmo Pallavicino di Oberto, nobile italiano
- Philip Simonsson, nobile norvegese
- Gerardo da Camino, vescovo cattolico italiano
- Guido I da Polenta, politico italiano
- Riccardo di Clare, III conte di Hertford, nobile inglese (n. 1153)
- Nijōin no Sanuki, poeta giapponese (n. 1141)

## Calendario
| Calendario 1217 | Calendario 1217 | Calendario 1217 | Calendario 1217 | Calendario 1217 | Calendario 1217 | Calendario 1217 | Calendario 1217 | Calendario 1217 | Calendario 1217 | Calendario 1217 | Calendario 1217 | Calendario 1217 | Calendario 1217 | Calendario 1217 | Calendario 1217 | Calendario 1217 | Calendario 1217 | Calendario 1217 | Calendario 1217 | Calendario 1217 | Calendario 1217 | Calendario 1217 | Calendario 1217 | Calendario 1217 | Calendario 1217 | Calendario 1217 | Calendario 1217 | Calendario 1217 | Calendario 1217 | Calendario 1217 | Calendario 1217 | Calendario 1217 |
| --------------- | --------------- | --------------- | --------------- | --------------- | --------------- | --------------- | --------------- | --------------- | --------------- | --------------- | --------------- | --------------- | --------------- | --------------- | --------------- | --------------- | --------------- | --------------- | --------------- | --------------- | --------------- | --------------- | --------------- | --------------- | --------------- | --------------- | --------------- | --------------- | --------------- | --------------- | --------------- | --------------- |
|                 | 1               | 2               | 3               | 4               | 5               | 6               | 7               | 8               | 9               | 10              | 11              | 12              | 13              | 14              | 15              | 16              | 17              | 18              | 19              | 20              | 21              | 22              | 23              | 24              | 25              | 26              | 27              | 28              | 29              | 30              | 31              |                 |
| Gennaio         | Do              | Lu              | Ma              | Me              | Gi              | Ve              | Sa              | Do              | Lu              | Ma              | Me              | Gi              | Ve              | Sa              | Do              | Lu              | Ma              | Me              | Gi              | Ve              | Sa              | Do              | Lu              | Ma              | Me              | Gi              | Ve              | Sa              | Do              | Lu              | Ma              |                 |
| Febbraio        | Me              | Gi              | Ve              | Sa              | Do              | Lu              | Ma              | Me              | Gi              | Ve              | Sa              | Do              | Lu              | Ma              | Me              | Gi              | Ve              | Sa              | Do              | Lu              | Ma              | Me              | Gi              | Ve              | Sa              | Do              | Lu              | Ma              |                 |                 |                 |                 |
| Marzo           | Me              | Gi              | Ve              | Sa              | Do              | Lu              | Ma              | Me              | Gi              | Ve              | Sa              | Do              | Lu              | Ma              | Me              | Gi              | Ve              | Sa              | Do              | Lu              | Ma              | Me              | Gi              | Ve              | Sa              | Do              | Lu              | Ma              | Me              | Gi              | Ve              |                 |
| Aprile          | Sa              | Do              | Lu              | Ma              | Me              | Gi              | Ve              | Sa              | Do              | Lu              | Ma              | Me              | Gi              | Ve              | Sa              | Do              | Lu              | Ma              | Me              | Gi              | Ve              | Sa              | Do              | Lu              | Ma              | Me              | Gi              | Ve              | Sa              | Do              |                 |                 |
| Maggio          | Lu              | Ma              | Me              | Gi              | Ve              | Sa              | Do              | Lu              | Ma              | Me              | Gi              | Ve              | Sa              | Do              | Lu              | Ma              | Me              | Gi              | Ve              | Sa              | Do              | Lu              | Ma              | Me              | Gi              | Ve              | Sa              | Do              | Lu              | Ma              | Me              |                 |
| Giugno          | Gi              | Ve              | Sa              | Do              | Lu              | Ma              | Me              | Gi              | Ve              | Sa              | Do              | Lu              | Ma              | Me              | Gi              | Ve              | Sa              | Do              | Lu              | Ma              | Me              | Gi              | Ve              | Sa              | Do              | Lu              | Ma              | Me              | Gi              | Ve              |                 |                 |
| Luglio          | Sa              | Do              | Lu              | Ma              | Me              | Gi              | Ve              | Sa              | Do              | Lu              | Ma              | Me              | Gi              | Ve              | Sa              | Do              | Lu              | Ma              | Me              | Gi              | Ve              | Sa              | Do              | Lu              | Ma              | Me              | Gi              | Ve              | Sa              | Do              | Lu              |                 |
| Agosto          | Ma              | Me              | Gi              | Ve              | Sa              | Do              | Lu              | Ma              | Me              | Gi              | Ve              | Sa              | Do              | Lu              | Ma              | Me              | Gi              | Ve              | Sa              | Do              | Lu              | Ma              | Me              | Gi              | Ve              | Sa              | Do              | Lu              | Ma              | Me              | Gi              |                 |
| Settembre       | Ve              | Sa              | Do              | Lu              | Ma              | Me              | Gi              | Ve              | Sa              | Do              | Lu              | Ma              | Me              | Gi              | Ve              | Sa              | Do              | Lu              | Ma              | Me              | Gi              | Ve              | Sa              | Do              | Lu              | Ma              | Me              | Gi              | Ve              | Sa              |                 |                 |
| Ottobre         | Do              | Lu              | Ma              | Me              | Gi              | Ve              | Sa              | Do              | Lu              | Ma              | Me              | Gi              | Ve              | Sa              | Do              | Lu              | Ma              | Me              | Gi              | Ve              | Sa              | Do              | Lu              | Ma              | Me              | Gi              | Ve              | Sa              | Do              | Lu              | Ma              |                 |
| Novembre        | Me              | Gi              | Ve              | Sa              | Do              | Lu              | Ma              | Me              | Gi              | Ve              | Sa              | Do              | Lu              | Ma              | Me              | Gi              | Ve              | Sa              | Do              | Lu              | Ma              | Me              | Gi              | Ve              | Sa              | Do              | Lu              | Ma              | Me              | Gi              |                 |                 |
| Dicembre        | Ve              | Sa              | Do              | Lu              | Ma              | Me              | Gi              | Ve              | Sa              | Do              | Lu              | Ma              | Me              | Gi              | Ve              | Sa              | Do              | Lu              | Ma              | Me              | Gi              | Ve              | Sa              | Do              | Lu              | Ma              | Me              | Gi              | Ve              | Sa              | Do              |                 |